# Virginia Grey
Virginia Grey (22 de março de 1917 - 31 de julho de 2004) foi uma atriz estadunidense. Ela apareceu em mais de 100 filmes durante a década de 1930 até o início dos anos 1980.
Ela foi interpretada por Anna Torv na minissérie da HBO, The Pacific.